# Korbáčik
Korbáčik je typ polotvrdého pleteného sýru z Oravy na severu Slovenska, s upřesněním oravský nebo zázrivský se jedná o chráněné označení původu. Vyrábí se z uzeného i neuzeného sýru, který je spleten do jemných copánků. Název, který se dá zhruba přeložit jako malá pomlázka (cf. karabáč), odkazuje na výsledný „velikonoční“ tvar copánků. Jeho výroba je tradiční i na Valašsku.
Korbáčik se vyrábí ve dvou variantách – přírodní a uzený. Kromě nich se také vyskytují např. varianty solené a s česnekem.

## Chráněné označení EU
Zázrivský korbáčik a Oravský korbáčik byly roku 2011 zapsány do Registru chráněných označení původu a chráněných zeměpisných označení Evropské unie. Receptura je shodná, Zázrivský korbáčik se může vyrábět jen v obci Zázrivá, Oravský korbáčik v regionu celé Oravy. 

## Zajímavost
Výraz korbáčik použila v češtině v původním významu (malý karabáč, důtky) již Božena Němcová v pohádce Berona, jako jeden z mnoha slovakismů ve sbírce Slovenské Pohádky a Pověsti (1863).